# هيروفومي ساكاي
هيروفومي ساكاي (باليابانية: 酒井浩文) هو منافس ألعاب قوى ياباني، ولد في 10 فبراير 1965.

## وصلات خارجية
- هيروفومي ساكاي على موقع الاتحاد الدولي لألعاب القوى (الإنجليزية)
- هيروفومي ساكاي على موقع أوليمبيديا (الإنجليزية)